# ادواردو سریا
ادواردو سریا (انگلیسی: Edoardo Ceria؛ زادهٔ ۲۶ مهٔ ۱۹۹۵) بازیکن فوتبال اهل ایتالیا است.
از باشگاه‌هایی که در آن بازی کرده‌است می‌توان به باشگاه فوتبال یوونتوس، باشگاه فوتبال آتالانتا، و باشگاه فوتبال اتلتیکو آرتزو اشاره کرد.
وی همچنین در تیم‌های ملی فوتبال زیر ۱۸ سال ایتالیا و زیر ۱۹ سال ایتالیا بازی کرده‌است.